# 朝鮮労働組合全国評議会
朝鮮労働組合全国評議会(ちょうせんろうどうくみあいぜんこくひょうぎかい、朝鮮語: 조선노동조합전국평의회）は、かつて連合軍軍政期の朝鮮に存在した労働組合のナショナルセンター。略称、全評。

## 概要
1945年10月10日に結成。南朝鮮労働党の影響力が強く、南北統一と信託統治を主張。右派の離反を招き、1946年9月・1947年3月にゼネラル・ストライキを主導すると対抗して結成された大韓独立促成全国労働総同盟との間で流血の惨事を演じた。1948年8月15日に大韓民国政府が結成されると事実上非合法化される。